# Uapaca densifolia
Uapaca densifolia là một loài thực vật có hoa trong họ Diệp hạ châu. Loài này được Baker mô tả khoa học đầu tiên năm 1883.